# Blauwhalspapegaai
De blauwhalspapegaai (Geoffroyus simplex) is een vogel uit de familie Psittaculidae (papegaaien van de Oude Wereld).

## Verspreiding en leefgebied
Deze soort is endemisch in Nieuw-Guinea en telt 2 ondersoorten:
- Geoffroyus simplex simplex: Vogelkop (noordwestelijk Nieuw-Guinea).
- Geoffroyus simplex buergersi: van het westelijke deel van Centraal-tot zuidoostelijk Nieuw-Guinea.